# بوسه مرگ (۱۹۵۷)

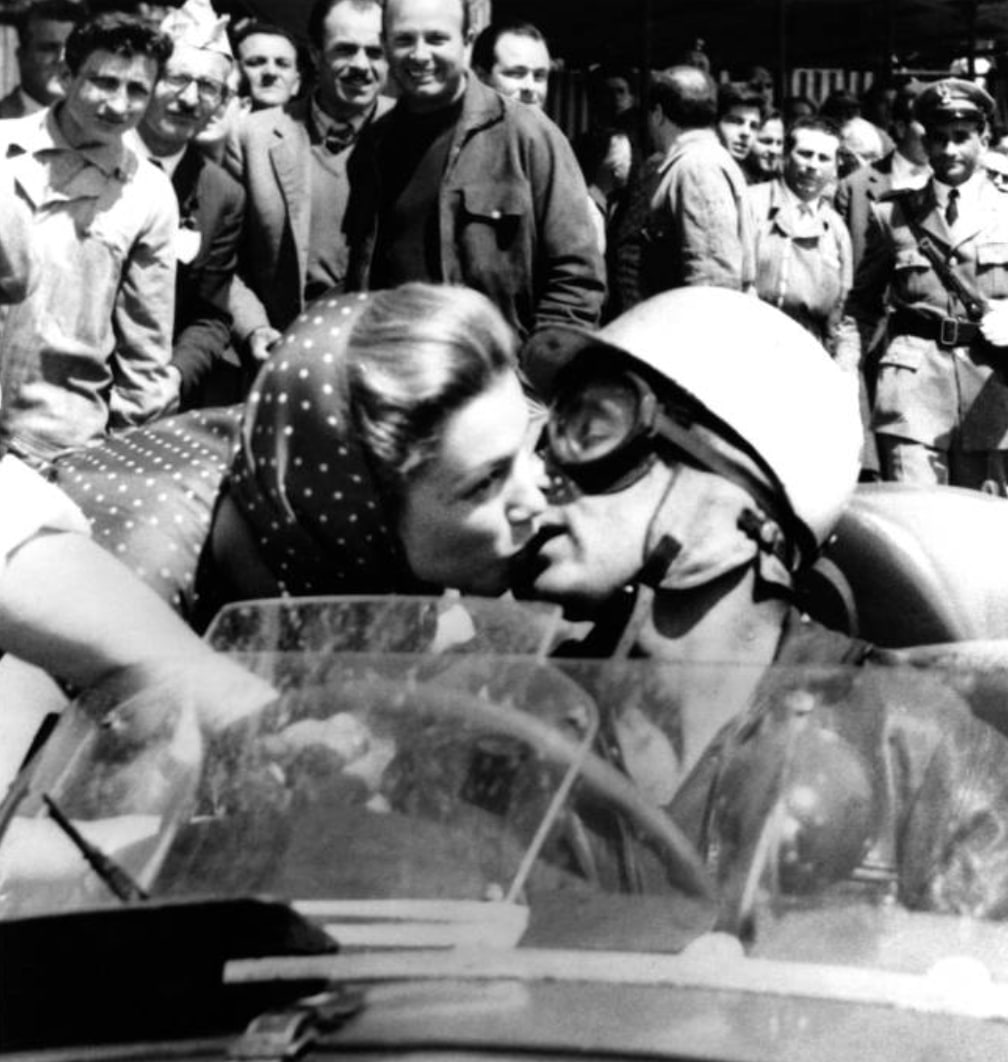
بوسه مرگ، کاوریانا، ۱۲ مهٔ ۱۹۵۷.

بوسه مرگ (انگلیسی: The Kiss of Death) (به ایتالیایی: Il Bacio della Morte) یک عکس سیاه و سفید است که توسط فردی ناشناس، در روز ۱۲ مهٔ ۱۹۵۷ گرفته شد. این عکس لحظه‌ای را به تصویر کشیده است که لیندا کریستین هنگام برگزاری مسابقه اتومبیلرانی میلی میلیا ۱۹۵۷ در شمال ایتالیا، آلفونسو د پورتاگو را در یک توقف کوتاه، می‌بوسد. لحظاتی بعد، هنگامی که پورتاگو با سرعت ۱۵۰ مایل بر ساعت در گویدیزولو، کاوریانا در حال رانندگی بود، به علت ترکیدن یکی از لاستیک‌ها کشته شد. در طول چندین سال، این عکس به یکی از مشهورترین عکس‌های بوسه و نمادی از جرأت و اشتیاق تبدیل شد.
این عکس حاوی تصویر لیندا کریستین (در حالی که یک لباس و روسری خال خالی بر تن دارد)، بازیگری است که برای یک بوسه کوتاه با آلفونسو د پورتاگو، راننده فرمول یک از خود اشتیاق نشان می‌دهد، در عین حال که راننده، لباس مخصوص این مسابقات در دههٔ ۱۹۵۰، کلاه ایمنی سفید، عینک ایمنی و ژاکت چرمی را پوشیده است. گروهی از تماشاگران با مسرت به آنها خیره شده‌اند، در حالی که روزنامه نگاران با دوربین‌های خود این اتفاق را ثبت می‌کنند. این عکس در ایتالیا مشهور شد و با توجه به مرگ پورتاگو مدتی کوتاه بعد از ثبت این عکس، عنوان معروف "Il Bacio della Morte" (بوسه مرگ) را برای آن انتخاب کردند. این تصویر طی روزهای بعد از مسابقه، در روزنامه‌ها منتشر شد.
این عکس جزوی از بایگانی بتمن بوده و در شرکت ملی ذخیره‌سازی زیرزمینی آیرون ماونتین ذخیره شده است که این تأسیسات در معدن سنگ آهک سابق در غرب پنسیلوانیا، در عمق ۲۲۰ فوتی (۶۷ متری) زیر زمین واقع گردیده است.